# Сакамото, Маая
Маая Сакамото (яп. 坂本 真綾 Сакамото Маая, 31 марта 1980 года) — японская сэйю (актриса озвучивания) и певица.

## Биография
Маая Сакамото родилась 31 марта 1980 года в Токио в семье Ёсими Сакамото, эксперта по сценическому освещению.
В 2002 году окончила Токийский университет, получив степень бакалавра социологических наук.
8 августа 2011 года Маая Сакамото вышла замуж за Кэнъити Судзумуру.
Карьера
Дебютом актрисы стало озвучивание Хитоми Кандзаки в аниме-сериале The Vision of Escaflowne в 1996 году.
Позднее в качестве актрисы озвучивания Сакамото выступила в ряде аниме, таких как Record of Lodoss War, Kanon, RahXephon, Gundam SEED Destiny, .hack//SIGN, а также видеоигр, таких как Panzer Dragoon Saga, Kingdom Hearts, Fullmetal Alchemist 3: Kami wo Tsugu Shoujo и Napple Tale. Она также принимала участие в дубляже кинофильмов, озвучив Падме Амидалу в японской версии «Звёздных войн» (Эпизод I, II и III) и Макс в телесериале «Тёмный ангел». Она сыграла роль Eponine в японской постановке мюзикла «Отверженные» по мотивам одноимённого романа Виктора Гюго.
Как певица Сакамото дебютировала в 1996 году с песней «Yakusoku wa Iranai», написанной в качестве открывающей темы аниме The Vision of Escaflowne и выпущенной в виде сингла композитором Ёко Канно.
В декабре 2003 года она выпустила свой четвёртый альбом Shounen Alice и DVD с коротким оригинальным фильмом от режиссёра фильма «Мидзу но Онна», называющимся «03†». Сакамото также пишет слова к песням, но чаще работает с текстами других авторов. Частыми соавторами становятся Юхо Ивасато для японских текстов и Тим Дженсен — для английских. 
Ёко Канно работала с Сакамото вплоть до её пятого альбома под названием Yūnagi LOOP, в котором уже не было ни одной песни, написанной Канно. Миниальбом Сакамото 30 minutes night flight вышел 21 марта 2007 года.

## Дискография

### Альбомы
- Студийные

1. Grapefruit (яп. グレープフルーツ), 23 апреля 1997 года
2. DIVE, 14 декабря 1998 года
3. Hotchpotch, 1999 год
4. Lucy, 28 марта 2001 года
5. Easy Listening (яп. イージーリスニング), 8 августа 2001 года
6. Shounen Alice (яп. 少年アリス), 10 декабря 2003 года
7. Yuunagi LOOP (яп. 夕凪LOOP), 26 октября 2005 года
8. 30 minutes night flight, 21 марта 2007 года
9. Kazeyomi', 2009 год

- Сборники

1. Single Collection + Hotchpotch (яп. シングルコレクション プラス ハチポチ), 16 декабря 1999 года
2. Single Collection + Nikopachi (яп. シングルコレクション＋ ニコパチ), 30 июля 2003 года

### Синглы
- Yakusoku wa Iranai (яп. 約束はいらない), 24 апреля 1996 года (открывающая тема для The Vision of Escaflowne)
- Clamp Gakuen Tanteidan (яп. CLAMP学園探偵団 CLAMP школьные детективы) (мини саундтрек), 21 марта 1997 года
- Gift, 22 сентября 1997 года
- Kiseki no Umi (яп. 奇跡の海), 22 апреля 1998 года (используется в качестве открывающей песни для Record of Lodoss War: Chronicles of the Heroic Knight)
- Hashiru (яп. 走る), 21 ноября 1998 года
- Platina (яп. プラチナ Purachina), 21 октября 1999 года (открывающая тема для Card Captor Sakura)
- Юбива (яп. 指輪), 21 июня 2000 года (закрывающая тема для Escaflowne: The Movie)
- Shippo no Uta (яп. しっぽのうた), 23 августа 2000 года
- Mameshiba (яп. マメシバ), 16 декабря 2000 года
- Hemisphere (яп. ヘミソフィア Hemisofia), 21 сентября 2002 года (открывающая песня для RahXephon)
- Gravity, 21 февраля 2002 года (закрывающая песня для «Волчьего дождя»)
- Tune the Rainbow, 2 апреля 2003 года (закрывающая песня для фильма RahXephon)
- Loop (яп. ループ), 2 апреля 2003 года (закрывающая песня для Tsubasa Chronicle)
- Kazemachi Jet / Spica (яп. 風待ちジェット / スピカ Kazemachi Jetto / Supika), 14 июня 2006 года

## Саундтреки
Саундтреки, в которых участвовала Маая Сакамото:
- 23-ji no Ongaku: NHK Rensoku Dorama «Mayonaka wa Betsu no Kao»
- Arjuna: Into the Another World
- Arjuna: Onna no Minato
- Brain Powerd Original Soundtrack 2
- Cardcaptor Sakura Original Soundtrack 4
- DeViceReigN OST
- Dream Power: Tsubasanaki Mono-tachi e
- El-Hazard: The Alternative World Ongakuhen
- Escaflowne Movie Original Soundtrack
- Escaflowne Original Soundtrack 1
- Escaflowne Original Soundtrack 3
- Ghost in the Shell: Stand Alone Complex — be Human
- Kōya no Medarot
- Les Misérables 2003 Original Cast CD: «Purple» label recording starring Kiyotaka Imai as Valjean
- Little Lovers Soundtrack
- Mizuiro Jidai Musical CD
- Napple Tale Original Soundtrack Vol.1: Kaijū Zukan
- Napple Tale Original Soundtrack Vol.2: Yōsei Zukan
- RahXephon O.S.T. 1
- RahXephon Pluralitas Concentio O.S.T.
- Record of Lodoss War OST 1
- The Vision of Escaflowne
- Vocal Best: Shikura Chiyomaru Gakkyokuhen 1
- Wolf’s Rain O.S.T
- Wolf’s Rain O.S.T 2

## Озвучивание

### Аниме
- .hack//Legend of the Twilight (Аура)
- .hack//SIGN (Аура)
- Aim for the Top 2! (также известное как Diebuster) (Принцесса Ларк)
- Binbō Shimai Monogatari (Кё Ямада)
- CANAAN (Альфард)
- Cardcaptor Sakura: The Sealed Card (второй фильм) (карта «Ничто»)
- Cowboy Bebop (Стелла (сестра Рока, серия 8))
- Demon Slayer: Kimetsu no Yaiba (Тамаё)
- El Hazard (Куавур Тоулз)
- Final Fantasy VII: Advent Children (Аэрис Гэйнсборо)
- Fune o Amu (Кагуя Хаяси)
- Ghost in the Shell: Stand Alone Complex (Мотоко в детстве (серия 25))
- Hellsing Ultimate (Рип ван Винкль)
- Gundam SEED Destiny (Лунамариа Хаукэ, Маю Асука)
- Kanon (Мисио Амано)
- Kara no Kyoukai (Сики Рёги)
- Death Note (Такада Киёми)
- Kuroshitsuji (Сиэль Фантомхайв)
- Naruto (Мацури)
- Nightwalker (Рихо Ямадзаки)
- Nisemonogatari (Осино Синобу)
- Ouran High School Host Club (Харухи Фудзиока)
- RahXephon (Рэйка Мисима, главный вокал)
- Rebuild of Evangelion (Мари Илластриэс Макинами)
- Record of Lodoss War: Chronicles of the Heroic Knight (Лиф)
- Omishi Magical Theater: Risky Safety (Моэ Кацураги)
- Soul Eater (Хрона)
- Tsubasa Chronicle (Принцесса Томоё)
- The Vision of Escaflowne (Хитоми Кандзаки, дебютная роль)
- Волчий дождь (Хамона)
- Saint Seiya (Пандора)
- Persona 3: The Movie (Айгис)
- Psycho-Pass (Орье Рикако)
- Tokyo Ghoul (Это)

### Игры
- .hack (серия игр) (Аура, Нацумэ)
- Dead or Alive Xtreme Beach Volleyball (Лиза)
- Dead or Alive 4 (Лиза/Ла Марипоза)
- Fullmetal Alchemist 3: Kami wo Tsugu Shoujo (Софи Белкман)
- Fate/Grand Order (Жанна Д’Арк/Жанна Альтер, Рёги Сики, Александр Македонский)
- Kanon (Мисио Амано)
- Kingdom Hearts (серия) (Айрис Гейнсборо)
- Napple Tale (Poach/Арсия)
- Panzer Dragoon Saga (Адзэл)
- Sonic the Hedgehog (Принцесса Элис)
- Super Robot Wars серия (Рэйка Мисима)
- Tenkuu no Escaflowne (Хитоми Кандзаки)
- Tekken Tag Tournament 2 (Лин Сяою)
- The 3rd Birthday (Айя Бреа)
- Final Fantasy XIII, XIII-2 и Lightning Returns: Final Fantasy XIII (Лайтнинг)
- Danganronpa V3: Killing Harmony (Маки Харукава)

### Японский дубляж
- Brandy and Mr. Whiskers (Бренди)
- Звёздные войны. Эпизод II. Атака клонов (Падме Амидала Наберрие)
- Терминатор 3: Восстание машин (Кетрин Брустер)
- Doctor Who (Роза Тайлер)